# Ploceus preussi
El tejedor de Preuss (Ploceus preussi) es una especie de ave paseriforme de la familia Ploceidae propia de África occidental y central.

## Distribución
Se encuentra en África occidental y el noroeste de África central, distribuido por Camerún, Costa de Marfil, Guinea Ecuatorial, Gabón, Ghana, Guinea, Liberia, República Centroafricana, República del Congo, República Democrática del Congo y Sierra Leona.